# Stade John-Grün
 (mai 2025).
Le stade John Grün est l'enceinte sportive du club de football de l'US Mondorf, évoluant en BGL Ligue.

## Historique
Le stade porte le nom de John Grün (1868–1912), un natif de Mondorf-les-Bains surnommé « l’homme le plus fort du monde » à son époque. Bien que la date exacte de l’inauguration du stade ne soit pas clairement documentée, il est en activité depuis plusieurs décennies et a accueilli divers événements sportifs.
En 2006, le Stade John Grün a été l’un des sites hôtes du Championnat d’Europe de football des moins de 17 ans, accueillant deux matchs de phase de groupes et le match pour la troisième place.
Depuis 2000, le stade accueille également le Jeff Strasser Cup, un tournoi annuel de football pour les jeunes équipes européennes, nommé en l’honneur de l’ancien international luxembourgeois Jeff Strasser, originaire de Mondorf-les-Bains.

### Projets
Le stade est au cœur d’un ambitieux projet de développement sportif et urbain. Un complexe sportif multifonctionnel, baptisé « Campus Prince Charles », est en cours de construction sur un terrain de 6,2 hectares adjacent au stade, dans la zone dite « op Gréimelter ».
Ce complexe, dont les travaux ont débuté en octobre 2023, est destiné à devenir la deuxième plus grande installation sportive du Luxembourg, après la Coque du Kirchberg. Sa livraison est prévue entre 2026 et 2028, en fonction de l’avancement du chantier. Le projet, d’un coût estimé à 115 millions d’euros, est financé en grande partie par l’État luxembourgeois, qui a validé une participation de 55 millions d’euros. La commune de Mondorf-les-Bains est également impliquée dans la maîtrise d’ouvrage, en collaboration avec plusieurs ministères, dont ceux des Sports, des Finances, de l’Éducation nationale, du Tourisme et de l’Environnement.